# Ђироламо Ријарио
Ђироламо Риарио (итал. Girolamo_Riario; 1443—14. април 1488) је био господар Имоле (од 1473) и Форлија (од 1480). Служио је као капетан генерал цркве под његовим стрицем папом Сикстом IV. Пошто је учествовао 1478. у Паци завери против породице Медичи, 10 година након завере је убијен, од стране припадника породице Орси породице.

## Биографија
Рођен у Савони, Риарио је био син Паолоа Риариоа и Бианце дела Ровере. Он је био нећак папе Сикста IV, који му је 1473. подарио Имолу, да управља њом, као мираз за свој брак са Катерином Сфорзом (ћерком Галеаза Мариа Сфорзе, војводом Милана). Године 1471. је именован за капетана генерала цркве.
Године 1478. је учествовао у Паци завери, план атентата на два најистакнутија члана породице Медичи у Фиренци. Поред саме завере, он би био наследник, након што Лоренцо и Ђулијано де Медичи буду убијени. Риарио би постао господар Фиренце, али завера није успела, јер је убијен само Ђулијано.

### Гроф Форелија
Године 1480. папа је Риарија  прогласио грофом Форелија, одузимаћи власт Орделафи породици. У Форлију, Риарио је подигао тврђаву Рока ди Равалдино, једану од стратешки најважнијих утврђења Ромање. Он је такође обновио већи део града Имоле, рушењем старих и распалих кућа.
Током понтификата свог ујака, Риарио је углавном боравио са својом супругом у Риму. Године 1484. је започео сукоб са Колона породицом. У току ове крвне освете је папског протонотара, Лоренца Колона, ухапсио и мучио до смрти, изазиваћи много непријатељства према породици.
После смрти папе Сикста IV, Риарио, као командант папских снага, се вратио у Рим са својом супругом Катерином. Она је ушла у Кастел Сант Анђло са војском, како би се извршио притисак на кардинале да изаберу кандидата који заступа Риариове интересе. Након 10 дана хаоса у Риму, Риарио уговара са уплашеним кардиналима да ће повући своје трупе и окупацију своје супруге у замену за 7.000 дуката. Катерини се није свидео овај план, али је након два дана морала да испуни оно што је њен супруг уговорио.

### Смрт
Риарио је организовао још неколико напада на Медичи породицу, али су сви пропали. Године 1488. је био убијен у завери коју су предводила два члана породице Орси из Форлија, наводно због финансијског спора. Дана 14. априла, Чецо и Лудовицо Орси су ушли у владину палату, а један од њих је напао Риариа мачем. Упркос присуству стражара, гроф је убијен. Укупно је девет пута био рањен мачем, а на крају је његов леш обешен на локалном тргу, где се публика окупила у знак подршке убица. Потом су убице опљачкали палату.
Иако атентати нису били необични у ренесансној Фиренци, они су имали последице. Упркос писању Лоренцу де Медичију, који је без сумње одобрио последице атентата, нису добили писмену подршку од стране породице Медичи. Подршка, војна и популарана, на крају је стала уз Риаријеву удовицу, а Орси браћа су побегла, носећи оно што су могли са њима. Њихову преосталу имовину и породицу су убрзо уништиле љуте руље.
Риариово тело је локални фармер уклонио са трга, а након што је Риариова удовица потврдила да је то њен муж, је наредила да се тело очистити и положи три дана у цркви Сан Франческо.

### Породица
Ђироламо је имао седморо деце: са својом супругом Катерина је имао пет синова, Отавиана (који је званично наследио владавину над Имолом), Цесара, Ђовани Ливија, Галеазоа, Франческа и ћерку, Бианцу, али је имао и сина Сципија, са једном љубавницом.